# Sinningia leopoldii
Sinningia leopoldii är en tvåhjärtbladig växtart som först beskrevs av Michael Joseph François Scheidweiler och Jules Émile Planchon, och fick sitt nu gällande namn av Chautems. Sinningia leopoldii ingår i släktet Sinningia och familjen Gesneriaceae. Inga underarter finns listade i Catalogue of Life.